# Renault Mégane II
Mégane II — друге покоління компактного автомобіля Mégane французького автовиробника Renault.

## Історія моделі
Друге видання Mégane було запропоновано з жовтня 2002 року. Спочатку були доступні три- і п'ятидверні хетчбеки. У вересні 2003 року з'явилися як, так і універсал Grand Tour. Його виробляли на заводах у Франції (Mégane CC у Дуе, Mégane Sport у Дьєппі), Іспанії (трьох і п’ятидверні хетчбеки та Grandtour у Паленсії) та в Туреччині (Mégane notchback у Бурсі).
Залежно від варіанту моделі багажник має об’єм від 330 (хетчбек) до 520 літрів (великий тур).
| Зірки краш-тесту Euro NCAP (2002) |

Випускаючи Mégane, Renault продовжила свій розвиток у сфері безпеки транспортних засобів – особливо коли йдеться про захист пасажирів – а також отримав п’ять зірок у краш-тесті Euro NCAP з цією моделлю.

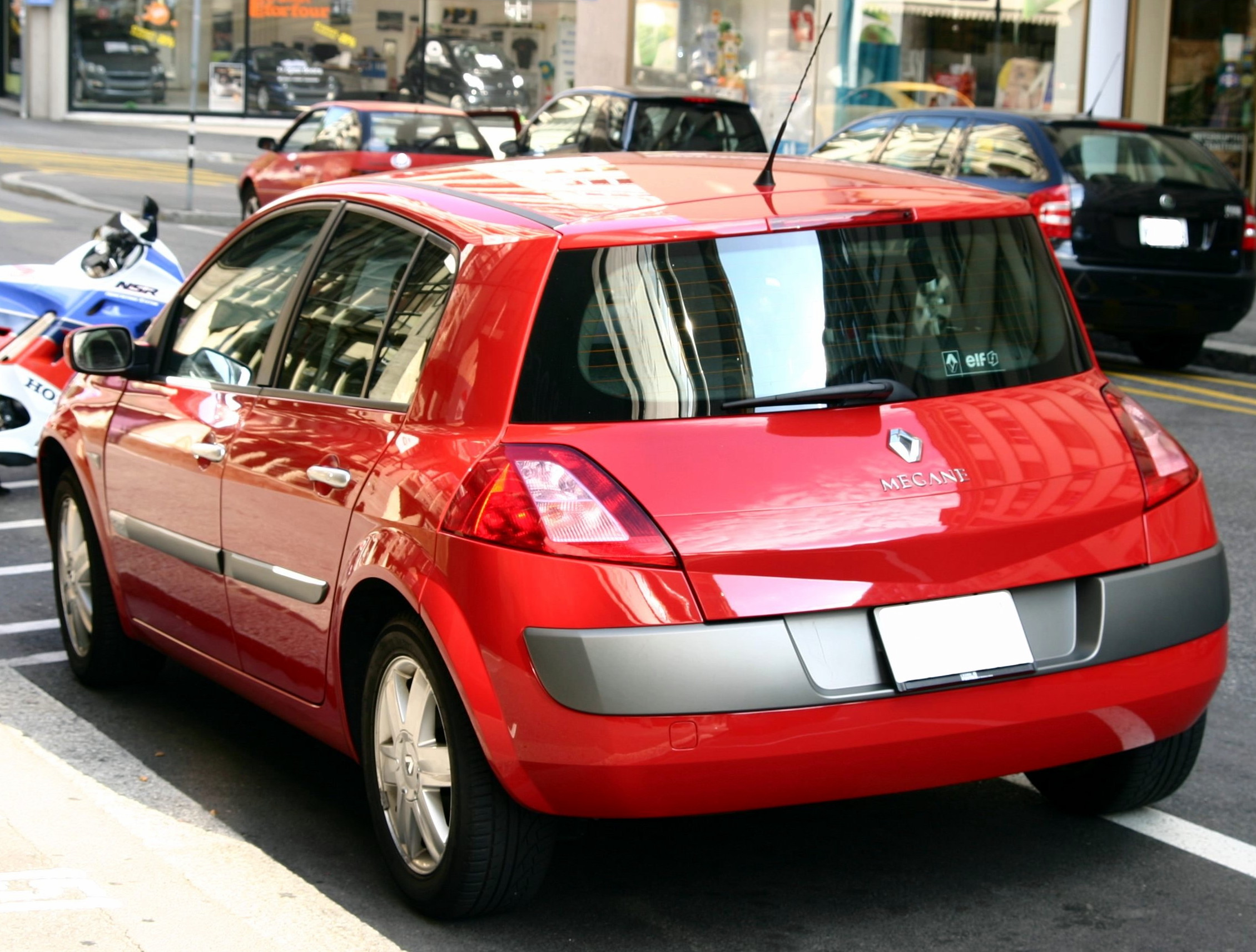
задній вид
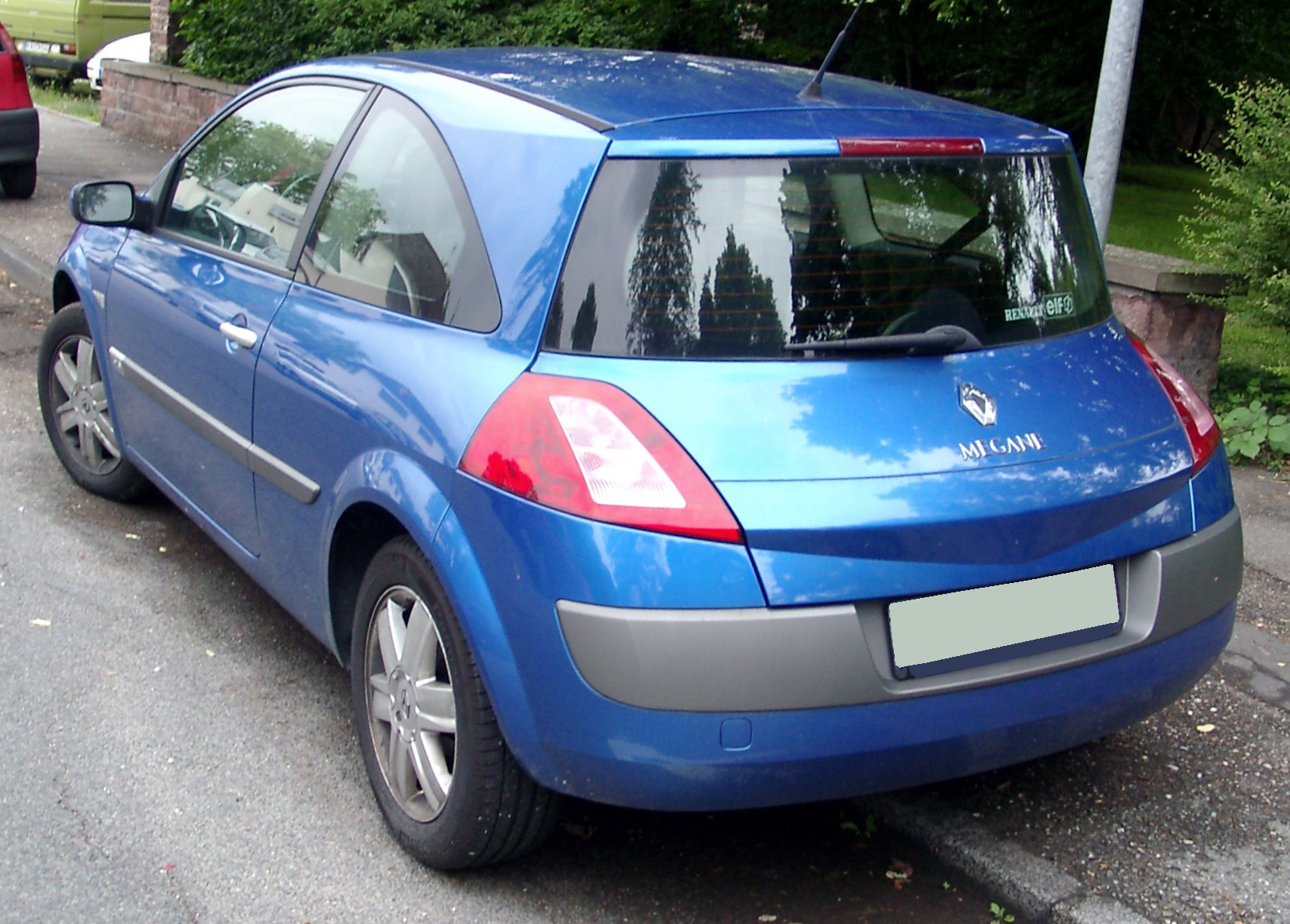
Renault Mégane 3-дверний (2002–2006)
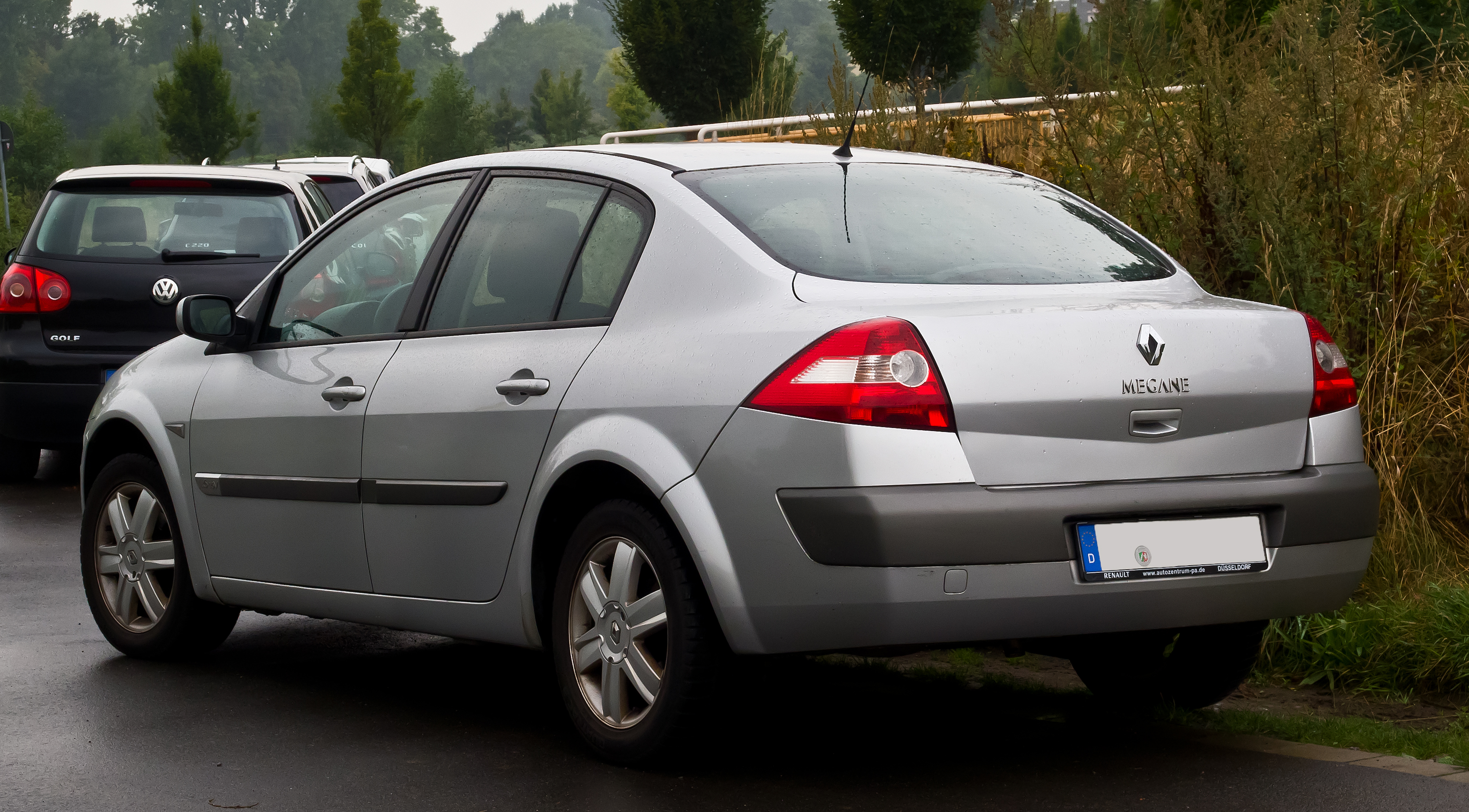
Renault Megane Notchback (2003-2006)
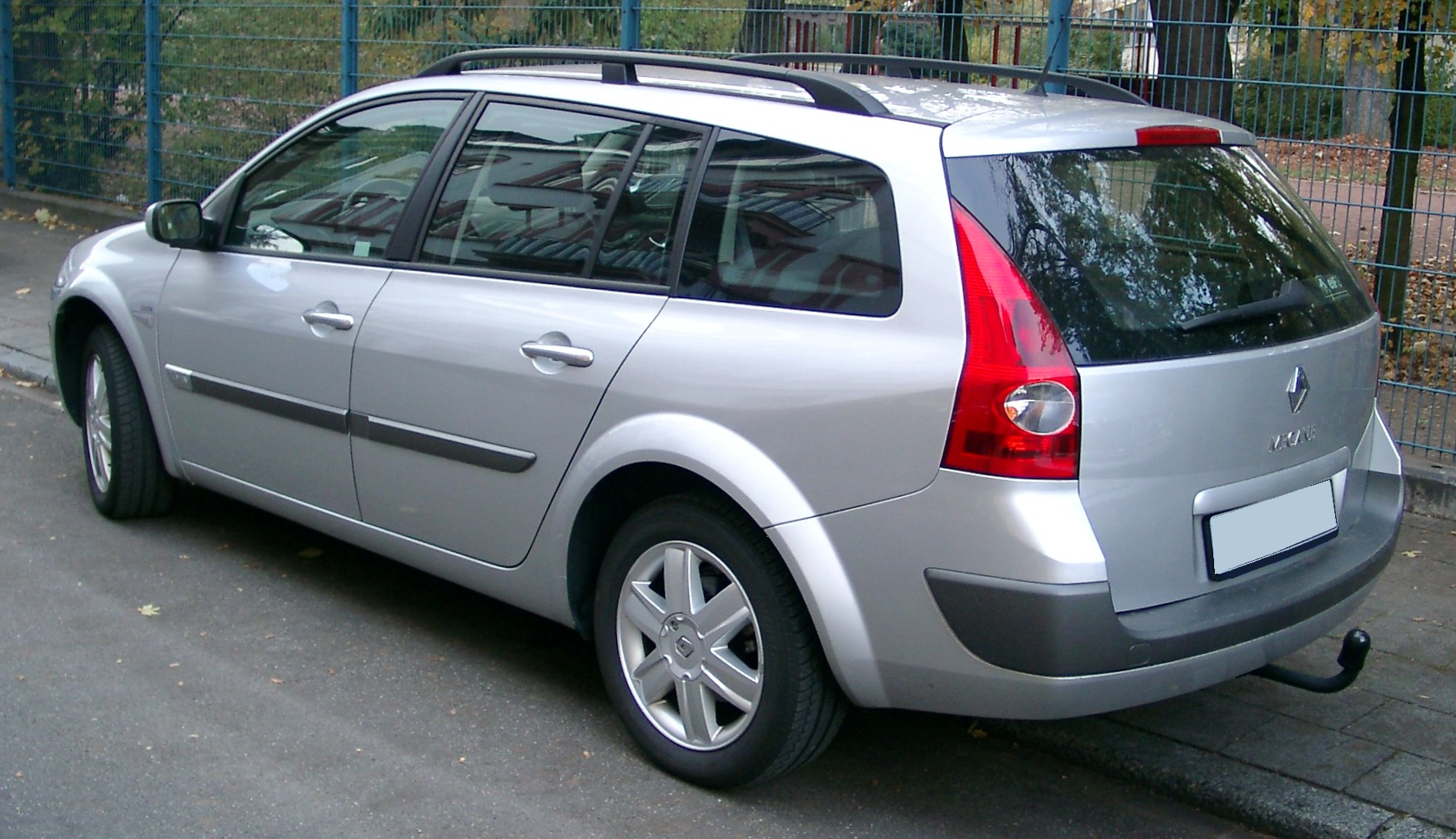
Renault Megane Grand Tour (2003-2006)

### Фейсліфтінг
У січні 2006 року серіал отримав фейсліфтинг. Оптичні нововведення обмежилися дещо зміненою передньою частиною та новим дизайном задніх ліхтарів.
На Женевському автосалоні 2007 року був представлений Renault Mégane Sport (RS) з новим двигуном 2.0 dCi потужністю 127 кВт (173 к.с.), вже відомим по Laguna, Espace і Vel Satis. На додаток до бензинового двигуна потужністю 165 або 169 кВт, тепер є також спортивний дизель.
В кінці листопада 2008 року була оновлена версія хетчбек. Купе з’явилося в січні 2009 року, а Grand Tour – у червні 2009 року. Купе-кабріолет знаходиться в дилерських центрах з червня 2010 року. З серпня 2010 року на зміну седану notchback прийшла модель Fluence, яка позиціонується самостійно.

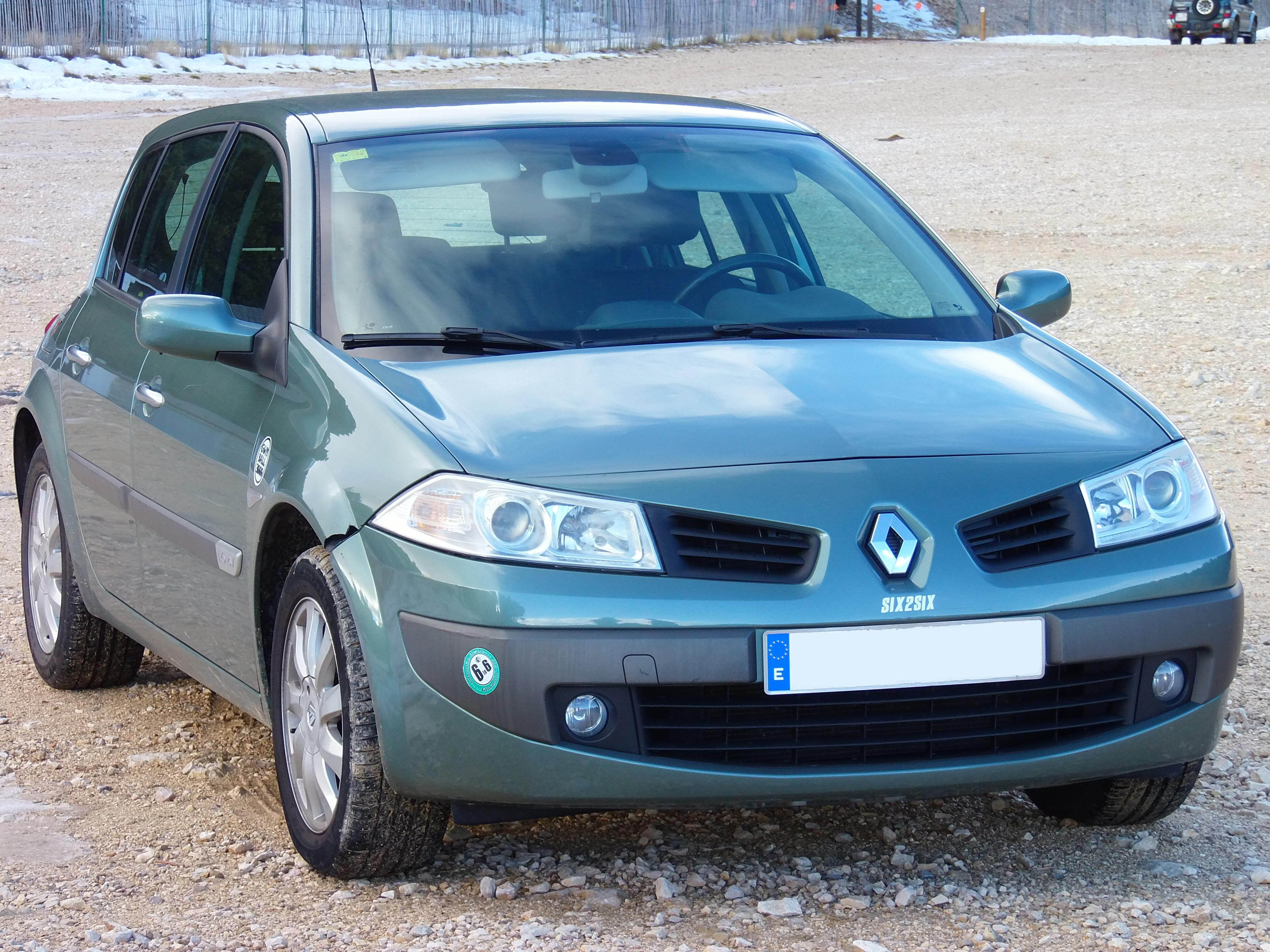
Renault Mégane п'ятидверний хейчбек (2006–2008)
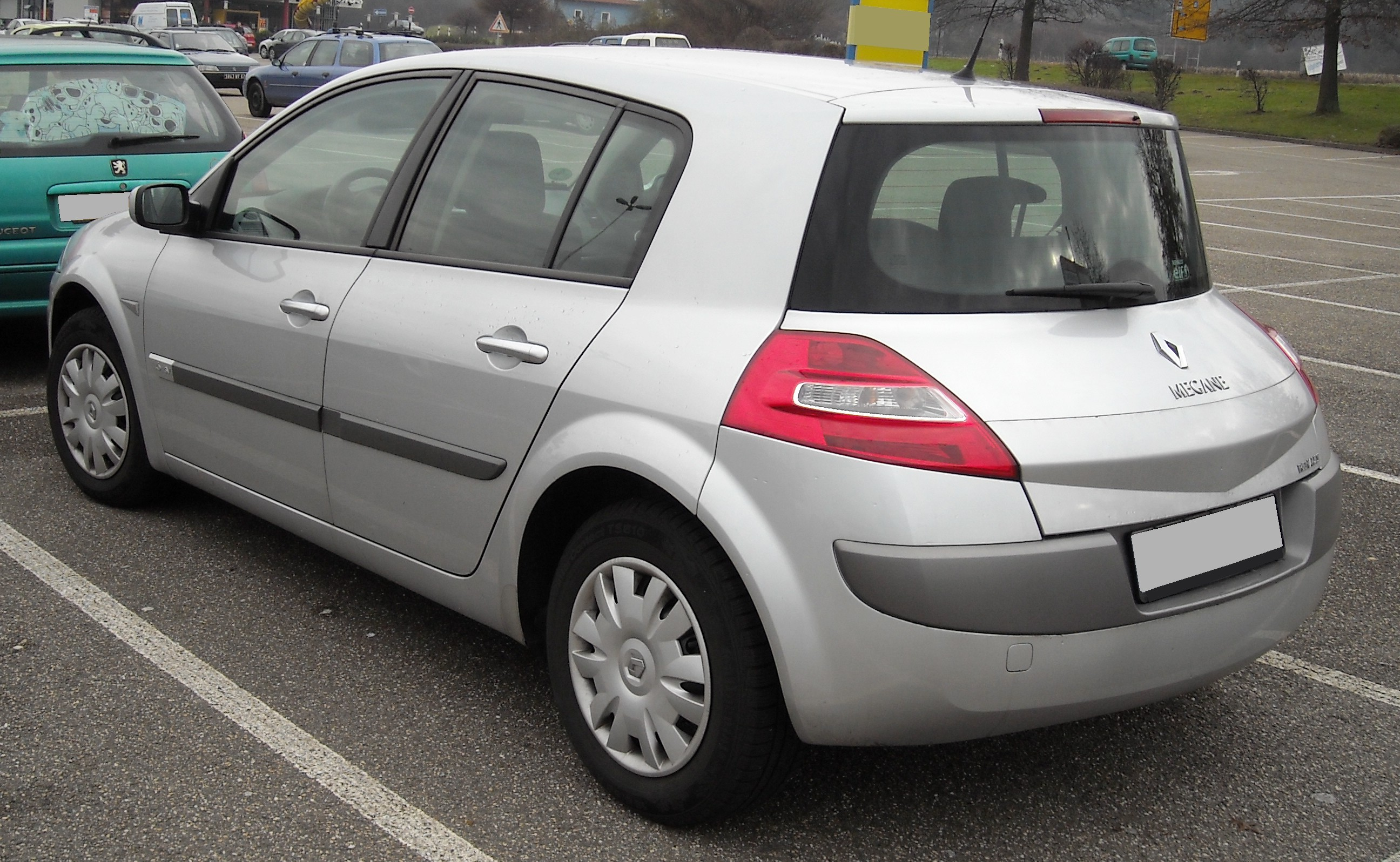
Вид ззаду
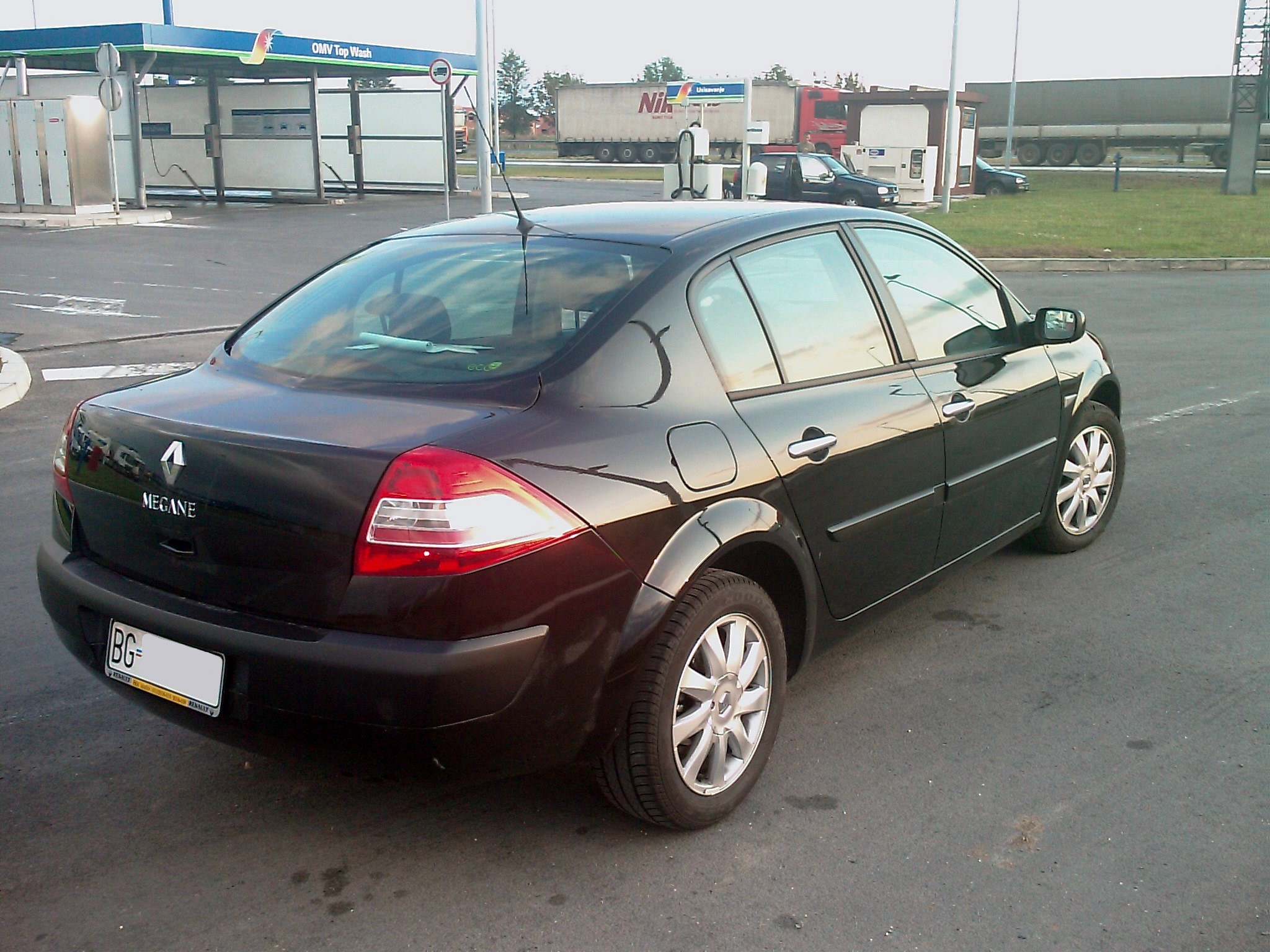
Renault Megane седан (2006-2009)
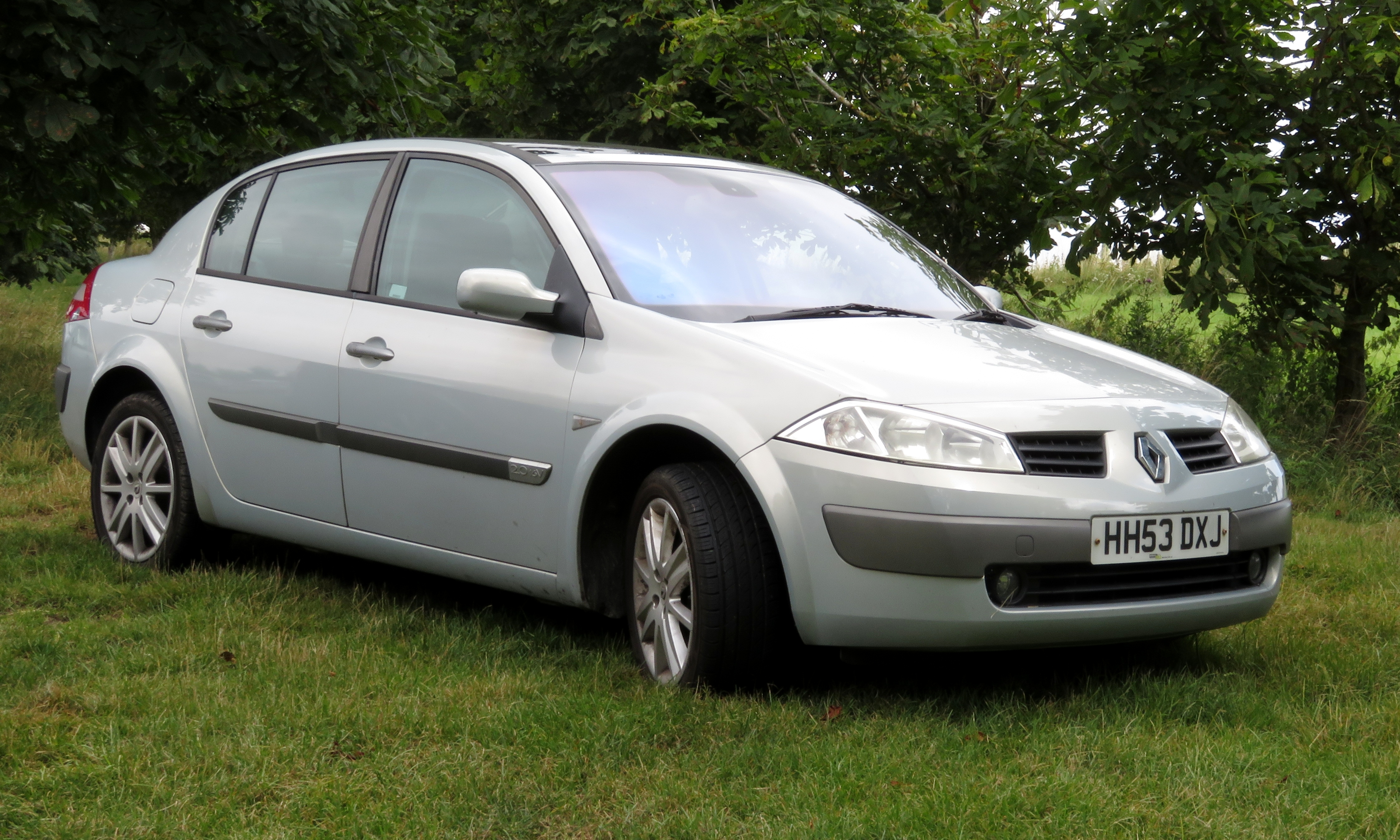
Renault Megane седан (2003)
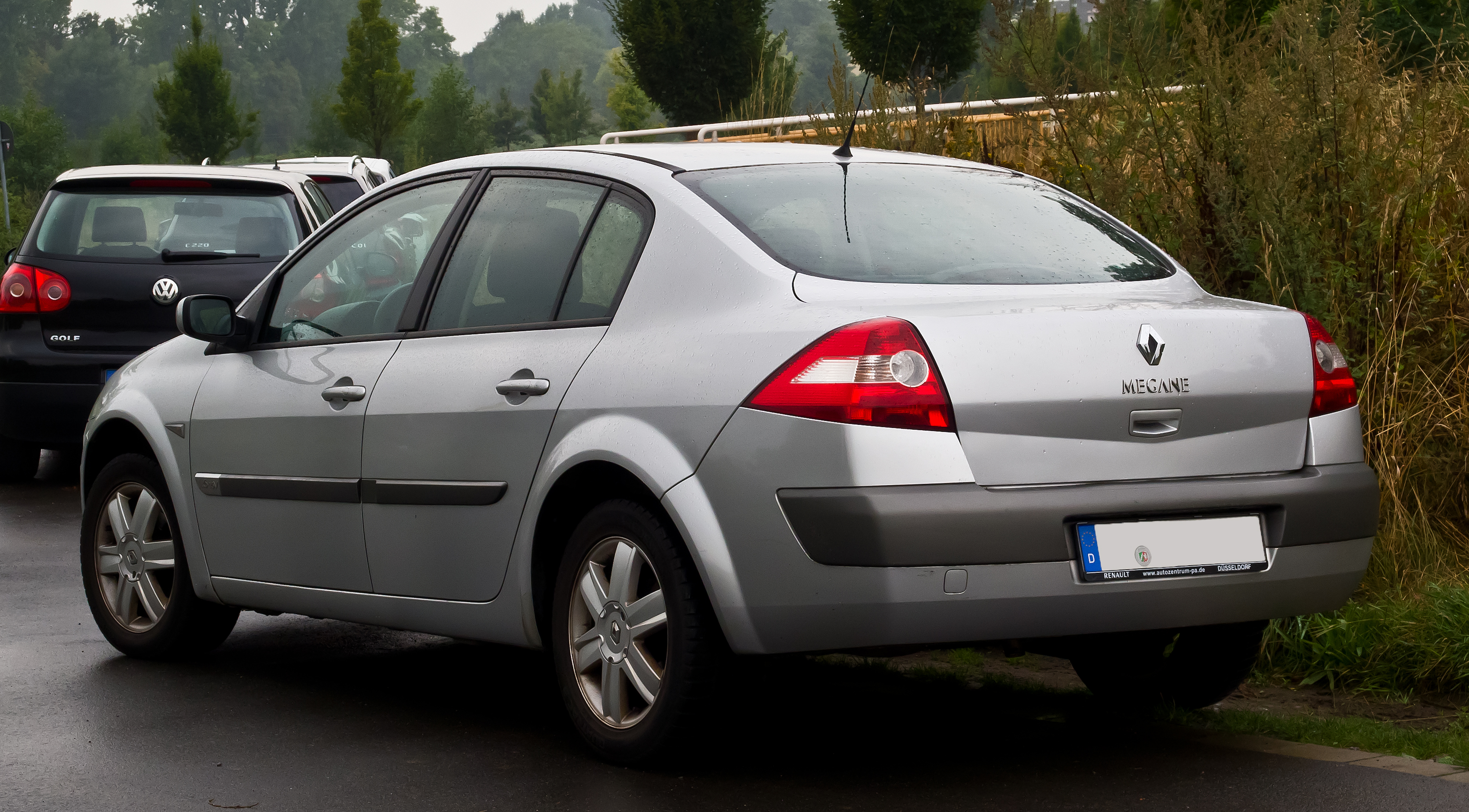
Renault Megane седан вид ззаду
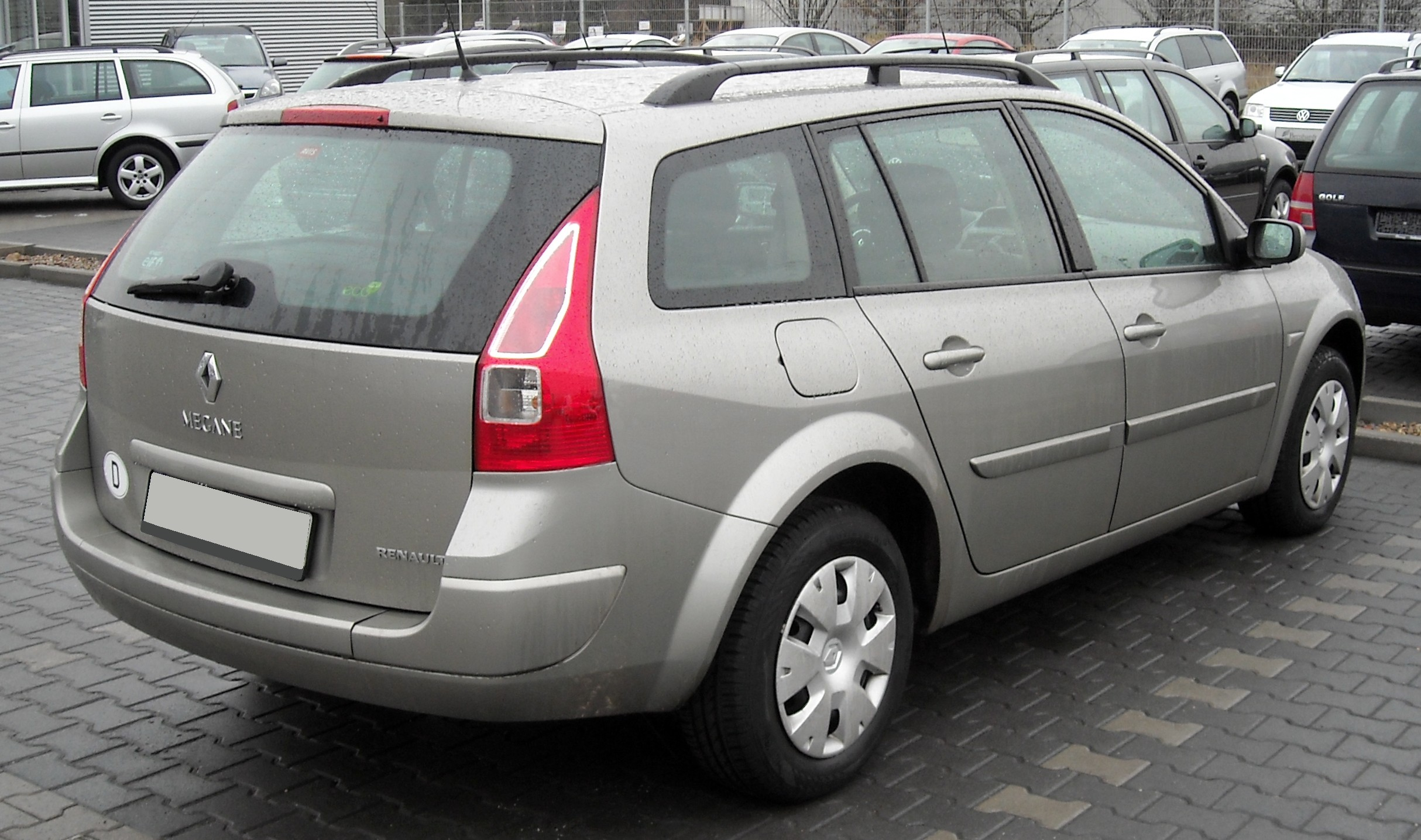
Renault Megane Grand Tour (2006-2009)
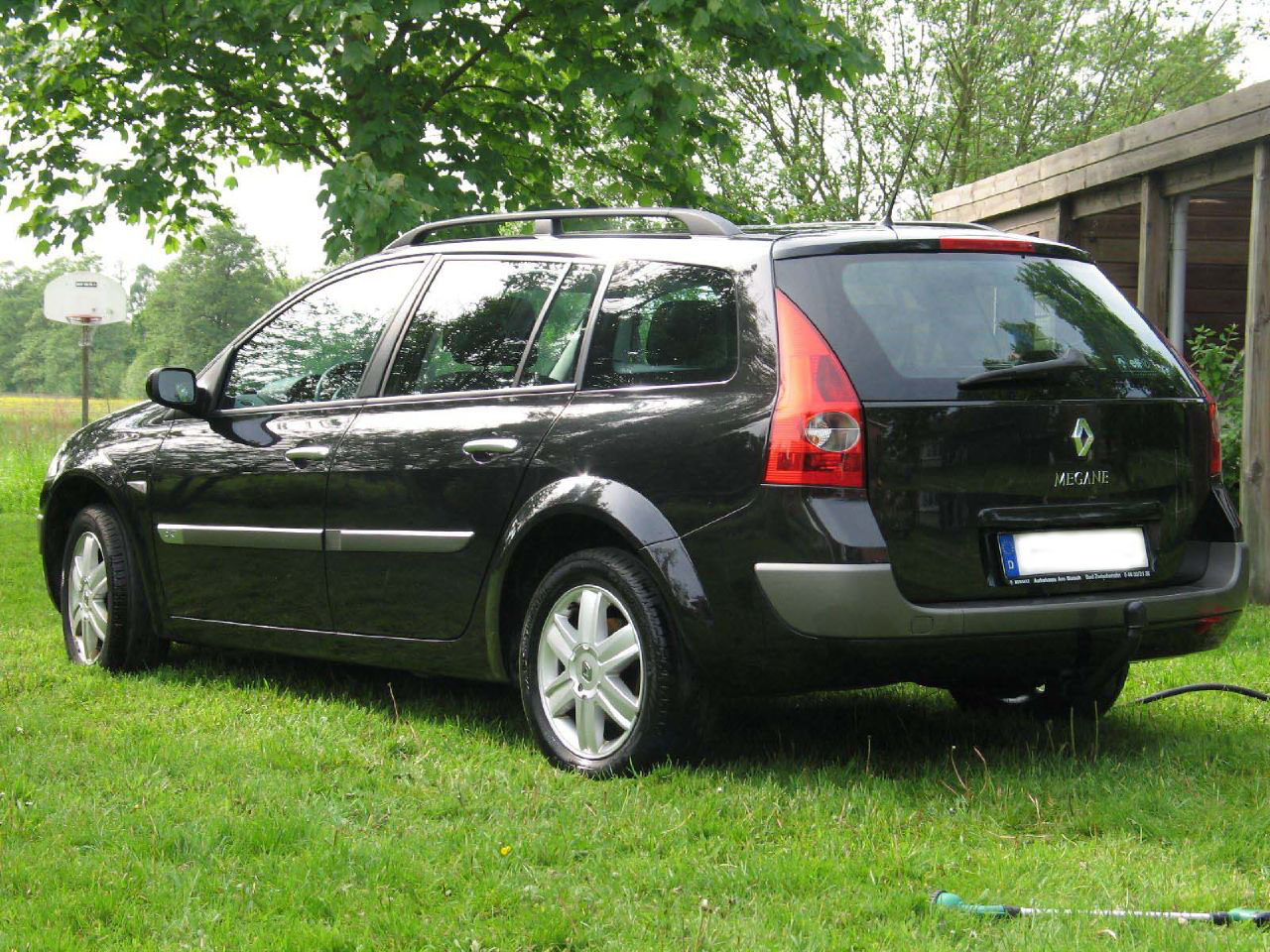
Renault Megane Grand Tour
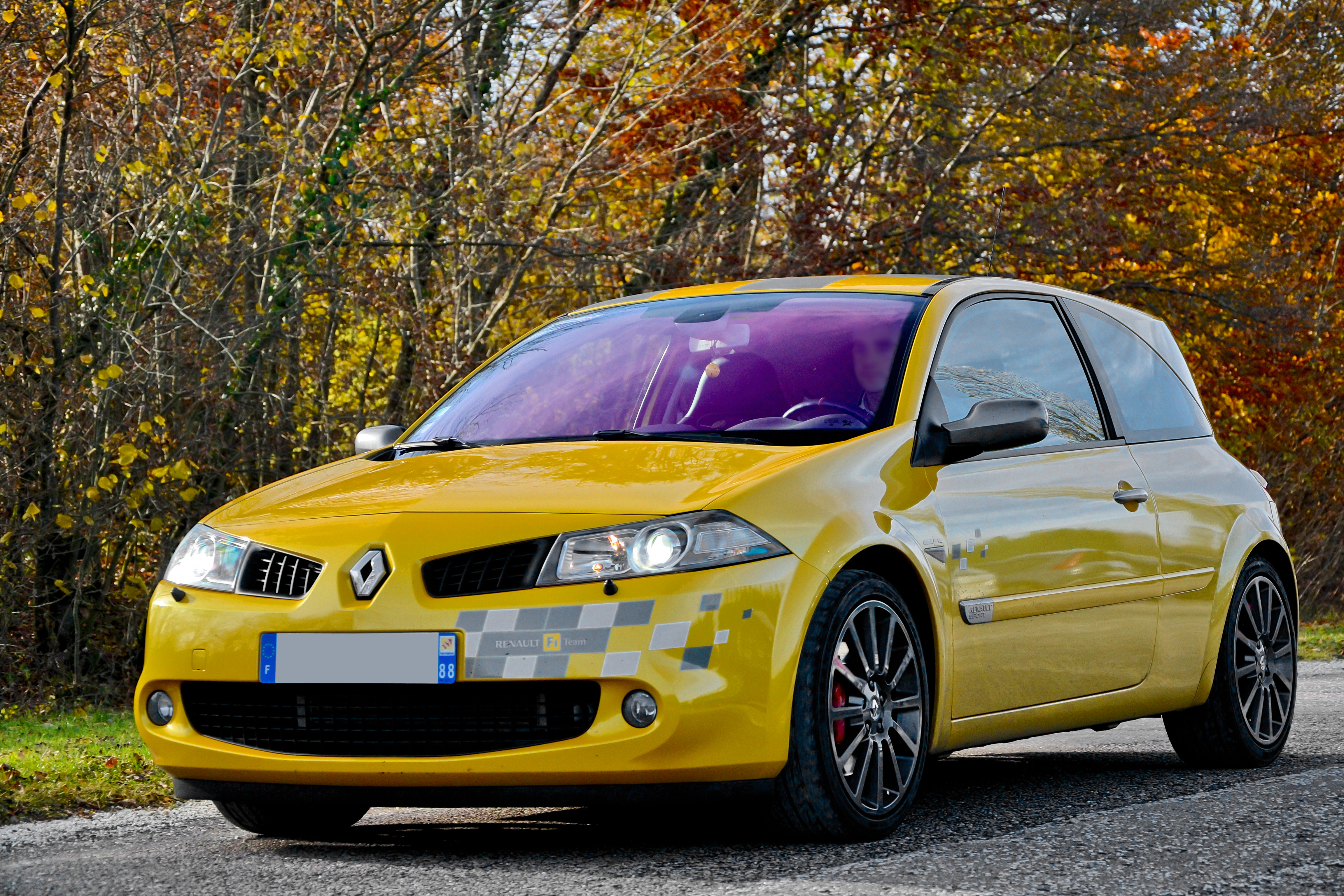
Renault Megane RS (2006-2008)

## Комплектації
Для седана та універсалу можна було вибрати з чотирьох базових рівнів комплектації. Спеціальні моделі пропонували технічні вдосконалення та інновації, такі як система входу Keycard Handsfree та інше поєднання кольорів, тканин і матеріалів. Ви можете вибрати з наступного обладнання:
- Authentique
- Dreiko Edition (спеціальна модель, було випущено 150 автомобілів)
- Avantage (спеціальна модель на основі Authentique)
- Exception (спеціальна модель на основі Dynamique)
- Emotion
- Expression (за межами Німеччини)
- Dynamique
- Privilège (включає всі пакети опцій)

Крім того, можна було вибрати три пакети опцій, після чого комплектація та матеріали знову збільшувалися. «Люкс» відповідає найякіснішому обладнанню. Ви можете вибрати один з наступних трьох пакетів:
- Fairway
- Confort
- Lux

## Технічні характеристики

### Бензинові двигуни
| Модель                                    | Циліндри | Клапанів на циліндр | Об'єм куб/см | Макс. потужність                  | Макс. крутний момент  | Ідентифікація двигуна | 0-100 км/год | Макс.швидкість | Період будівництва | Варіанти |
| ----------------------------------------- | -------- | ------------------- | ------------ | --------------------------------- | --------------------- | --------------------- | ------------ | -------------- | ------------------ | -------- |
| 1.4 16В                                   | 4        | 4                   | 1390         | 60 кВт (82 к.с.) при 6000 об/хв   | 124 Нм при 3750 об/хв | K4J                   | 13,5 с       | 171 км/год     | 09/2003 - 05/2005  | 1, 2     |
| 1.4 16В                                   | 4        | 4                   | 1390         | 72 кВт (98 к.с.) при 6000 об/хв   | 127 Нм при 3750 об/хв | K4J                   | 12,5 с       | 183 км/год     | 09/2002 - 03/2009  | 1, 2, 3  |
| 1.6 16В                                   | 4        | 4                   | 1598 рік     | 83 кВт (113 к.с.) при 6000 об/хв  | 152 Нм при 4200 об/хв | K4M                   | 10,9 с       | 192 км/год     | 09/2002 - 11/2005  | 1, 2, 3  |
| 1.6 16В                                   | 4        | 4                   | 1598 рік     | 82 кВт (111 к.с.) при 6000 об/хв  | 151 Нм при 4250 об/хв | K4M                   | 10,9 с       | 192 км/год     | 11.2005 - 03.2009  | 1, 2, 3  |
| 1.6 16V eco2 етанол 85                    | 4        | 4                   | 1598 рік     | 77 кВт (105 к.с.) при 5750 об/хв  | 148 Нм при 3750 об/хв | K4M                   | 12,3с        | 190 км/год     | 02/2008 - 03/2009  | 3        |
| 2.0 16В                                   | 4        | 4                   | 1998 рік     | 99 кВт (135 к.с.) при 5500 об/хв  | 191 Нм при 3750 об/хв | F4R                   | 9,2с         | 200 км/год     | 09/2002 - 03/2009  | 1, 2, 3  |
| 2.0 16V турбо                             | 4        | 4                   | 1998 рік     | 120 кВт (163 к.с.) при 5000 об/хв | 270 Нм при 3250 об/хв | F4Rt                  | 8,3с         | 220 км/год     | 05/2004 - 07/2006  | 1        |
| 2.0 16V Turbo                             | 4        | 4                   | 1998 рік     | 165 кВт (225 к.с.) при 5500 об/хв | 300 Нм при 3000 об/хв | F4Rt                  | 6,5 с        | 236 км/год     | 05/2004 - 08/2008  | 1        |
| 2.0 16V Turbo                             | 4        | 4                   | 1998 рік     | 169 кВт (230 к.с.) при 5500 об/хв | 310 Нм при 3000 об/хв | F4Rt                  | 6,3с         | 236 км/год     | 08/2006 - 08/2008  | 1        |
| - ↑ Nur für Mégane F1 Team R26 erhältlich |          |                     |              |                                   |                       |                       |              |                |                    |          |

### Дизельні двигуни
| Модель                                 | Циліндри | Клапанів на циліндр | Об'єм куб/см | Макс. потужність                  | Макс. крутний момент  | Ідентифікація двигуна | 0-100 км/год | Макс.швидкість | Період будівництва | Варіанти |
| -------------------------------------- | -------- | ------------------- | ------------ | --------------------------------- | --------------------- | --------------------- | ------------ | -------------- | ------------------ | -------- |
| 1,5 dCi                                | 4        | 2                   | 1461         | 60 кВт (82 к.с.) при 4000 об/хв   | 185 Нм при 2000 об/хв | K9K                   | 14,3с        | 170 км/год     | 09/2002 - 05/2005  | 1, 2, 3  |
| 1,5 dCi                                | 4        | 2                   | 1461         | 63 кВт (86 к.с.) при 3750 об/хв   | 200 Нм при 1900 об/хв | K9K                   | 12,7 с       | 174 км/год     | 05/2005 - 03/2009  | 1, 2, 3  |
| 1,5 dCi                                | 4        | 2                   | 1461         | 74 кВт (101 к.с.) при 4000 об/хв  | 200 Нм при 1900 об/хв | K9K                   | 12,7 с       | 182 км/год     | 09/2003 - 11/2005  | 1, 2, 3  |
| 1,5 dCi (FAP)                          | 4        | 2                   | 1461         | 76 кВт (103 к.с.) при 4000 об/хв  | 240 Нм при 2000 об/хв | K9K                   | 11,4с        | 183 км/год     | 01/2007 - 03/2009  | 1, 3     |
| 1,5 dCi                                | 4        | 2                   | 1461         | 78 кВт (106 к.с.) при 4000 об/хв  | 240 Нм при 2000 об/хв | K9K                   | 11,1с        | 185 км/год     | 05/2005 - 01/2007  | 1, 2, 3  |
| 1,9 dCi                                | 4        | 2                   | 1870         | 66 кВт (90 к.с.) при 4000 об/хв   | 230 Нм при 2000 об/хв | F9Q                   | 12,9с        | 172 км/год     | 05/2004 - 05/2005  | 1, 2, 3  |
| 1.9 dCi (FAP)                          | 4        | 2                   | 1870         | 81 кВт (110 к.с.) при 4000 об/хв  | 260 Нм при 2000 об/хв | F9Q                   | 10,2 с       | 188 км/год     | 05/2005 - 07/2006  | 1, 2, 3  |
| 1.9 dCi (FAP)                          | 4        | 2                   | 1870         | 85 кВт (115 к.с.) при 4000 об/хв  | 300 Нм при 2000 об/хв | F9Q                   | 10,2 с       | 193 км/год     | 08/2006 - 03/2009  | 1, 2, 3  |
| 1,9 dCi                                | 4        | 2                   | 1870         | 88 кВт (120 к.с.) при 4000 об/хв  | 300 Нм при 2000 об/хв | F9Q                   | 10,2 с       | 196 км/год     | 11.2002 - 05.2005  | 1, 2, 3  |
| 1.9 dCi (FAP)                          | 4        | 2                   | 1870         | 96 кВт (130 к.с.) при 4000 об/хв  | 300 Нм при 2000 об/хв | F9Q                   | 9,6 с        | 203 км/год     | 05/2005 - 03/2009  | 1, 2, 3  |
| 2.0dCi                                 | 4        | 4                   | 1995         | 110 кВт (150 к.с.) при 4000 об/хв | 340 Нм при 2000 об/хв | M9R                   | 9,5 с        | 213 км/год     | 09/2005 - 08/2008  | 1, 2, 3  |
| 2.0 dCi (FAP)                          | 4        | 4                   | 1995         | 127 кВт (173 к.с.) при 3750 об/хв | 360 Нм при 2000 об/хв | M9R                   | 8,5 с        | 220 км/год     | 01/2007 - 08/2008  | 1        |
| 1. - ↑ Nur für Mégane Sport erhältlich |          |                     |              |                                   |                       |                       |              |                |                    |          |

## Megane CC
Mégane CC (розшифровується як купе-кабріолет) був у дилера з вересня 2003 року. Він заснований на Mégane II і має двокомпонентний складаний скляний дах як особливість. Схожостей з кабріолетом попередньої моделі вже практично немає.
Відкидний дах можна опустити електрогідравлічно в багажнику одним натисканням кнопки. Обсяг багажника 490 при закритому даху л, 190 л з опущеним дахом. Час відкриття/закриття становить 22 секунди.
На відміну від Peugeot 307 CC, який має подібну секцію даху, виготовлену Magna Car Top Systems, дах Renault від Karmann має і заднє скло, і власне «дах» зі скла. Його можна затемнити вбудованою сонцезахисною шторкою.
Транспортний засіб має чотири місця.
На додаток до стандартних ABS, ESP, шести подушок безпеки, натягувачів ременів, обмежувачів натягу ременів, обладнання безпеки також включає кріплення Isofix для дитячих сидінь на всіх сидіннях, крім сидіння водія, і, опціонально, задні підголівники, які автоматично висуваються як активний захист від перекидання. подія перекидання. Автомобіль отримав п'ять зірок у краш-тесті Euro NCAP, що є найвищою оцінкою.

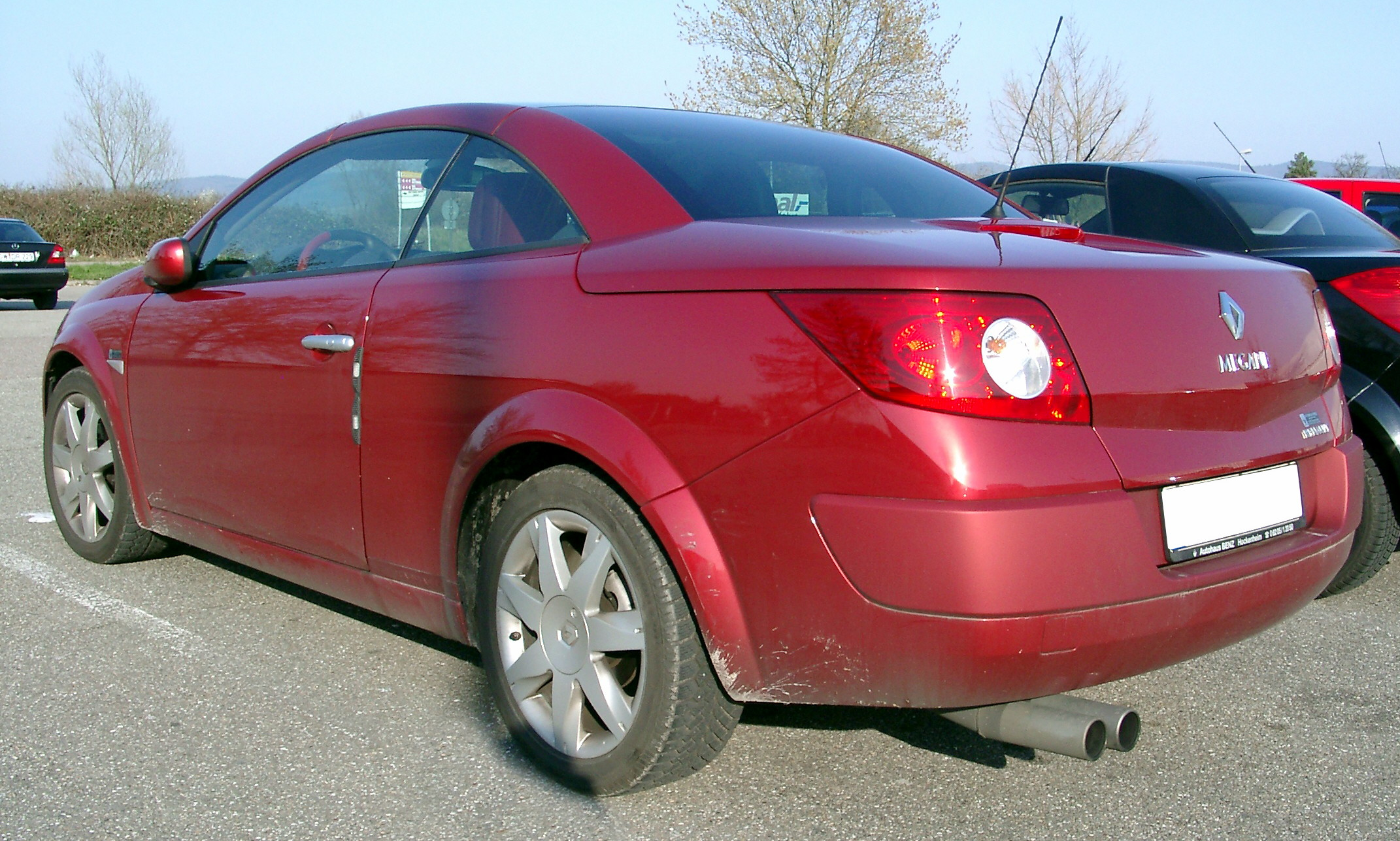
Renault Megane CC (2006-2010)

У січні 2006 року також було внесено зміни до Mégane CC. Зовні транспортні засоби є фазовими 1 і етап 2 можна відрізнити в основному за дещо зміненою передньою частиною та додатковими літерами на задній частині.

### Двигуни
| бензинові двигуни | бензинові двигуни | бензинові двигуни   | бензинові двигуни | бензинові двигуни                 | бензинові двигуни     | бензинові двигуни     | бензинові двигуни | бензинові двигуни | бензинові двигуни | бензинові двигуни  |
| Модель            | Циліндрів         | Клапанів на циліндр | Об'єм куб/см      | Макс. потужність                  | Макс. крутний момент  | Ідентифікація двигуна | Стандарт викидів  | 0-100 км/год      | Макс. швидкість   | Період будівництва |
| ----------------- | ----------------- | ------------------- | ----------------- | --------------------------------- | --------------------- | --------------------- | ----------------- | ----------------- | ----------------- | ------------------ |
| 1.6 16В           | 4                 | 4                   | 1598 рік          | 83 кВт (113 к.с.) при 6000 об/хв  | 152 Нм при 4200 об/хв | K4M                   | євро 4            | 11,8 с            | 195 км/год        | 2003-2006 роки     |
| 1.6 16В           | 4                 | 4                   | 1598 рік          | 82 кВт (112 к.с.) при 6000 об/хв  | 151 Нм при 4250 об/хв | K4M                   | євро 4            | 11,8 с            | 195 км/год        | 2006-2010 роки     |
| 2.0 16В           | 4                 | 4                   | 1998 рік          | 99 кВт (135 к.с.) при 5500 об/хв  | 191 Нм при 3750 об/хв | F4R                   | євро 4            | 9,9 с             | 205 км/год        | 2003-2010 роки     |
| 2.0 16V Turbo     | 4                 | 4                   | 1998 рік          | 120 кВт (163 к.с.) при 5000 об/хв | 270 Нм при 3250 об/хв | F4R                   | євро 4            | 8,7с              | 220 км/год        | 2004-2008 роки     |
| дизельні двигуни  |                   |                     |                   |                                   |                       |                       |                   |                   |                   |                    |
| Модель            | Циліндрів         | Клапанів на циліндр | Об'єм куб/см      | Макс. продуктивність              | Макс. крутний момент  | Ідентифікація двигуна | Стандарт викидів  | 0-100 км/год      | Макс. швидкість   | період будівництва |
| 1,5 dCi (FAP)     | 4                 | 2                   | 1461              | 78 кВт (106 к.с.) при 4000 об/хв  | 240 Нм при 2000 об/хв | K9K                   | євро 4            | 12,2с             | 190 км/год        | 2008 рік           |
| 1.9 dCi (FAP)     | 4                 | 2                   | 1870 рік          | 81 кВт (110 к.с.) при 4000 об/хв  | 260 Нм при 2000 об/хв | F9Q                   | євро 4            | 11,2с             | 192 км/год        | 2006-2010 роки     |
| 1,9 dCi           | 4                 | 2                   | 1870 рік          | 88 кВт (120 к.с.) при 4000 об/хв  | 300 Нм при 2000 об/хв | F9Q                   | євро 3            | 10,9 с            | 200 км/год        | 2003-2005 роки     |
| 1.9 dCi (FAP)     | 4                 | 2                   | 1870 рік          | 96 кВт (130 к.с.) при 4000 об/хв  | 300 Нм при 2000 об/хв | F9Q                   | євро 4            | 9,6 с             | 203 км/год        | 2005-2010 роки     |
| 2.0 dCi (FAP)     | 4                 | 4                   | 1995 рік          | 110 кВт (150 к.с.) при 4000 об/хв | 320 Нм при 2000 об/хв | M9R                   | євро 4            | 9,5 с             | 213 км/год        | 2006-2010 роки     |